# Sedmero krkavců (film, 2015)
Sedmero krkavců je česká filmová pohádka režisérky Alice Nellis z roku 2015.

## Obsazení
| Martha Issová      | Bohdanka                  |
| Zuzana Bydžovská   | čarodějnice Gabriela      |
| Lukáš Příkazký     | princ Bartoloměj          |
| Václav Neužil      | princ Norbert             |
| Sabina Remundová   | královna Alexandra        |
| Kristína Svarinská | služka Marie              |
| Miro Noga          | manžel královny Alexandry |
| Jana Oľhová        | matka Bohdanky            |
| Marián Geišberg    | otec Bohdanky             |
| Csongor Kassai     | kněz                      |
| Juraj Hrčka        |                           |
| Erika Stárková     | královna Gabriela         |
| Erika Guntherová   |                           |
| Jakub Zindulka     |                           |
| Barbora Mudrová    |                           |
| Zuzana Čapková     |                           |
| Matej Marušin      |                           |
| Marta Maťová       |                           |
| Noël Czuczor       |                           |
| Taťjana Medvecká   | matka Bohdanky (hlas)     |
| Svatopluk Skopal   | otec Bohdanky (hlas)      |
| Petr Pospíchal     |                           |
| Vladimír Javorský  |                           |
| Petra Horváthová   |                           |

## Účast na festivalech
Film byl promítán v hlavní soutěži na festivalu pro děti v Chemnitz, v Bombaji (zde získal ocenění za nejlepší kameru a hudbu), na festivalu Olympia v Aténách (zde získal cenu Evropské dětské filmové asociace) i v Rumunsku. V Česku byl promítán na festivalu ve Zlíně a na Dětském filmovém festivalu Oty Hofmana v Ostrově, kde získal Křišťálový šaton a Cenu Oty Hofmana.

## Ocenění
Martha Issová byla nominována na cenu za nejlepší ženský herecký výkon na Cenách české filmové kritiky. Na cenách Český lev získal film devět nominací (nejlepší režie, scénář, hudba, zvuk, scénografie, kostýmy, masky, ženský herecký výkon v hlavní roli pro Marthu Issovou a ženský herecký výkon ve vedlejší roli pro Zuzanu Bydžovskou), proměnil nominace za scénografii, kostýmy a masky.

## Recenze
- Mirka Spáčilová, iDNES.cz
- František Fuka, FFFilm
- Kamil Fila, Respekt
- Petr Cífka, MovieZone.cz